# Grobnice Čaukandi
Grobnice Čaukandi (urdujsko چوکنڈی قبرستان; sindsko چوڪُنڊي) tvorijo zgodnje islamsko pokopališče, ki je 29 km vzhodno od Karačija, provinca Sind v Pakistanu. Grobnice so znane po dovršenih rezbarijah iz peščenjaka.[1] Grobnice so po slogu podobne dovršenim grobnicam v nekropoli Makli blizu Thatte in so zgrajene v pogrebnem arhitekturnem slogu, značilnem za spodnji Sind.

## Zgodovina
Na splošno se grobnice pripisujejo plemenu Sindi Džokhio (imenovano tudi Džokhija) in znane kot družinsko pokopališče plemena Džokhio, najdene pa so tudi grobnice drugih plemen Sindi, kot so Burfat, Džakhra in Šaikh, čeprav so bila tukaj pokopana tudi druga plemena Kalmati Baloč. Večinoma so bili zgrajeni med mogulsko vladavino nekje v 15. in 18. stoletju, ko je islam postal prevladujoč.

## Arhitektura
Ta vrsta pokopališča v Sindu in Baludžistanu je izjemna zaradi svoje glavne usmeritve sever–jug. Bolj dodelani grobovi so zgrajeni iz rumeno obarvanega peščenjaka, ki se je v sušnem lokalnem podnebju pogosto izjemno dobro obdržal skozi čas. Grobnice so bile zgrajene kot posamezni grobovi ali kot skupine do osmih grobov, dvignjenih na skupni ploščadi.
Tipičen sarkofag je sestavljen iz šestih navpičnih plošč, z dvema dolgima ploščama na vsaki strani groba, ki označujeta dolžino telesa, preostali dve navpični plošči pa na strani glave in nog. Teh šest plošč je prekritih z drugim sarkofagom, sestavljenim iz še šestih podobnih navpičnih plošč, vendar manjših dimenzij, zaradi česar ima grob piramidasto obliko. Zgornja škatla je nadalje prekrita s štirimi ali petimi vodoravnimi ploščami, najvišja konstrukcija pa je postavljena navpično, njen severni konec pa je pogosto vklesan v gumb, znan kot krona ali turban. Grobnice so okrašene z geometrijskimi vzorci in motivi, vključno s figuralnimi predstavitvami, kot so konjeniki, lovski prizori, orožje in nakit.

## Odkrivanje in raziskovanje
Najzgodnejša omemba grobnic Čaukandi (alias Džokunde) je v pismu J. Macleoda, naslovljenem na H. B. E. Frereja leta 1851. Grobnicam pa je prvič namenil resnejšo pozornost H. D. Baskerville, pomočnik zbiratelja Thatte v okrožju Karači leta 1917. Grobnice blizu Landhija so bile vključene v Zakon o ohranjanju starodavnih spomenikov, 1904 in 1922.
Dr. Salome Zajadacz-Hastenrath povzema prejšnje raziskave o teh in podobnih grobnicah v Sindu takole:
{{quote|
Tovrstno pokopališče je na prelomu 20. stoletja v Hinidanu odkril major M. A. Tighe, politični agent v južnem Beludžistanu. J. P. Vogel je bil prvi, ki je raziskal to in druga pokopališča – vključno s Karpasanom (planota južno od Hinidana), Gundarjem (vas blizu Dinge, južno od Hinidana) in Manghopirjem – in opozoril na drugo pokopališče, ki ga je odkril kapitan Showers, politični agent v Kalatu, ki leži med reko Hub in Sonmiani. Vogel je ugotovil, da so bile grobnice islamske, kar je razvidno iz uporabe arabske pisave in poravnave spomenikov. Po islamskem običaju mrtve polagajo k počitku tako, da so obrnjeni proti Meki in počivajo na desni rami. Meka leži približno zahodno od Sinda; vzdolžna os grobov torej leži bolj ali manj v smeri sever-jug, pri čemer je glava vedno obrnjena proti severu.
Leta (...) leta 1910 je sir Thomas Holdich opisal podobno pokopališče pri Malirju in omenil tudi več drugih pokopališč. Navedel je, da jih lokalna tradicija pripisuje Beludžem 'Kalmati', to ime pa je povezal z mestom Kalmat na Makranski obali.
Leta 1917 je H. D. Baskerville odkril podobno pokopališče v bližini vasi Čaukandi blizu Karačija. Baskervillovo objavljeno poročilo je sprožilo vprašanje možnega nadzemnega pokopa – vendar je to zavrnil po natančni preiskavi ene od kamnitih komor na pokopališču, ki ni vsebovala nobenih ostankov. Na pokopališču Čaukandi so našli številne nagrobne napise, sestavljene iz imen in/ali izrekov iz Korana. Nekateri od imenovanih mrtvih naj bi pripadali plemenu Džokhija, ki še vedno prebiva v bližini. Samo ena od grobnic je bila datirana - datum smrti je bil vpisan na njej s številkami v obratnem vrstnem redu - kot [[po hidžri|AH]] 1169 (1756 n. št.). Džokhio, Džokhia ali Džokhija (urdu: جوکھيو) naj bi bili potomci Samma (plemena) iz Sinda.
Leta 1925 je Henry Cousens posvetil poglavje svoje knjige o starinah Sinda 'baloškim grobnicam'. Preučeval je grobnice v Džaraku (zdaj se piše Džeruk), Sondi in Kharkharo, ki so bile iste vrste kot Čaukandi. Sklicujoč se na študije G. E. L. Carterja je ugotovil, da je bilo identificiranih več kot dvajset takih pokopališč in zavrnil teorijo o nadzemnih pokopih, pri čemer je opozoril na pogost pojav arkadnih lukenj v spodnji skrinjici. Cousens je prvi potegnil primerjave z drugimi arhitekturnimi spomeniki v Sindu in se sklicuje na podobnosti med okrasjem grobnice v Sondi in grobnicami Mian Ghulam Šah Kalhoro (Šah Vardi Kan) (um. 1772) v Hiderabadu ter grobnica kralja Samme, Džama Nizamudina II. (vladal 1461–1509), impresivna kvadratna struktura, zgrajena iz peščenjaka in okrašena s cvetličnimi in geometrijskimi medaljoni. Primerljiv je tudi mavzolej Isa kana Tarkana mlajšega († 1644) v nekropoli Makli. Glede pokrivanja grobnic s čhatri (kupola ali paviljon) opozarja na podobne grobnice v isti nekropoli Makli in na grobnico Mira Masuma v Sukurju. Menil je, da so grobnice približno istega datuma kot grobnice Mian Ghulam Šah Kalhoro - to je druga polovica 18. stoletja. Cousens je poudaril, da upodobitve jezdecev, kot jih vidimo na nekaterih grobnicah, najdemo tudi na kamnih sati (svetišče) v Kathiavarju in Kušu.
Informacije o eni sami grobnici te vrste v bližini vasi Baghvana, jugozahodno od Las Bele (knežje države), je leta 1931 objavil sir Aurel Stein. Po lokalnem izročilu je bila grobnica Mai Masure, svetnice beračice; legenda pravi, da so kamnite plošče čudežno poletele po zraku iz Kandaharja. Stein je menil, da izvira iz konca 15. stoletja.
Leta 1934 je Nani Gopala Majumdar v publikaciji o spomenikih Sinda opisal pogrebni prostor na hribu Tharro blizu Gujja. Menil je, da je ta ograja pokopališča iz 14. stoletja in je torej starejša od spomenikov na hribu Makli; našel je tudi nekaj dodatnih grobnic manjšega pomena v bližini bližnjega mavzoleja šejka Turabija.}}
Po drugi svetovni vojni pakistanske oblasti niso posvečale pozornosti grobnicam Čaukandi, dokler dr. I. H. Kureši, priznani zgodovinar in takratni minister za izobraževanje (kasneje rektor univerze v Karačiju), ni opozoril Oddelka za arheologijo in muzeje na jih, potem ko so prejeli pismo o tej temi od Zahida Hussaina, guvernerja State Bank of Pakistan.
Takratni generalni direktor Oddelka za arheologijo in muzeje šejk Khuršid Hasan je priznal, da njegov oddelek sprva sploh ni vedel, da so grobnice zaščitene v skladu z Zakonom o ohranjanju starodavnih spomenikov iz leta 1904. Kmalu je oddelek spoznal svojo napako in začel jemati nekaj ukrepi za zaščito nekropole.
V obdobju po osamosvojitvi se je prve resne študije lotil Mumtaz Hassan; opisal je Čaukandove grobnice kot Baloške grobnice. Pozneje se je v državnih časopisih pojavilo veliko člankov, vendar skrivnosti njihovega izvora ni bilo mogoče razrešiti.
E-J.W. Bunting je skupaj z dr. F. A. Khanom, sodnikom Ferozom Nano in S. A. Nakvijem začel pripravljati odlomke kamnitih rezbarij in poskrbel za nadaljnjo publiciteto z razstavami teh odlomkov v tujini. Zlasti razstava v ZDA je vzbudila veliko zanimanje med strokovnjaki za preučevanje različnih vidikov grobnic Čaukandi.
V svojem prvem prispevku, ki je temeljil na epigrafsko-zgodovinskih študijah, je šejk Khuršid Hasan opazil, da je bilo pokopališče Čaukandi blizu Landhija pretežno pokopališče plemena Džokhio, čeprav je bilo mogoče najti tudi nekaj grobnic plemen Burfat in Šeikh. V članku iz leta 1984 o grobnicah Čaukandi se je šejk Khuršid Hasan v glavnem ukvarjal z dekorativnimi elementi kamnoseštva. V naslednjih letih je nadaljeval z objavljanjem o nagrobnikih in napisih. Za nadaljnje branje glejte tudi obsežno študijo šejka Khuršida Hasana.

### Študija Zajadacz-Hastenrath
Leta 1978 je Salome Zajadacz-Hastenrath izdala knjigo, v kateri je obravnavala predvsem slogovno evolucijo grobnic Čaukandi. Z medsebojno primerjavo grobnic Čaukandi (grobnic posameznih vrst in oblik) je bil vzpostavljen tipološki okvir in posledično relativna kronologija. S primerjavo tega okvira z datiranimi strukturami, predvsem v nekropoli Makli, pa tudi na drugih mestih, je študija prišla do datumov za različne stopnje razvoja grobnic Čaukandi. Poleg grobnic Čaukandi, strogo gledano, je študija obravnavala tudi posebne vidike, kot so Oblika nagrobnikov, Jezdeci, orožje in druge upodobitve na moških grobovih, Upodobitve nakita na ženskih grobovih, članki, ki vsi prikazujejo bogastvo pogrebne umetnosti Čaukandi. Dokumentarni del knjige je vključeval seznam datiranih kamnoseških vzorcev na grobnicah Čaukandi.
Njena študija je temeljila predvsem na fotografijah skupno 50 pokopališč in grobnic; v knjigi je reprezentativen izbor 112 fotografij. Katalog obiskanih pokopališč podaja podatke o njihovih lokacijah ter številu, vrstah in stanju posameznih grobov. Pokrivalo je območje, ki je segalo od reke Hub na zahodu do regije Tando Muhammad Kan in Šah Kapur na vzhodu.
Zajadacz-Hastenrath je sklenila, da so se grobnice Čaukandi razvile daleč onkraj neke vrste folkloristične posebnosti; razvile so se iz tradicionalnih oblik grobnic, razširjenih v spodnjem Sindu (npr. v nekropoli Makli, vendar tam z bogatejšimi oblikami, Kathiavar in Gudžarat) do grobov z monumentalno kakovostjo, doseženo z njihovo nenavadno višino, skupaj z močnimi kiparskimi dekoracijami. Vrhunec tega razvoja je bil dosežen v prvi polovici 17. stoletja, lepi primeri tega so prikazani na slikah 34, 35 in 36 študije (avtor jih je poimenoval 'grobnice s štrlečimi površinami'). Avtorica je menila, da so grobnice Čaukandi, edinstvene v islamski arhitekturni tradiciji, najbolj izviren in neodvisen prispevek k islamski grobni arhitekturi in okrasni skulpturi.
Pomembna narava njene študije je bila poudarjena v Enciklopediji islama. Ob obravnavanju različnih vrst sepulkralnih struktur v južni Aziji in sklicevanju na študijo Zajadacz-Hastenratha je avtor tega članka poudaril, da je bila le v primeru grobnic Čaukandi opravljena tako sistematična raziskava. Leta 2003 (tj. po avtorjevi smrti leta 1998) je v Pakistanu izšel angleški prevod knjige.

## Najnovejša raziskava
Pakistanski profesor Mirza Mahad Baig je konec 20. stoletja obiskal Sind in pregledal nekaj grobnic. Opozoril je na radžputske vplive v nekropoli Čaukandi. Omenil je, da je dobro znano, da imajo številne skupine bojevnikov Munda družinske vezi s tako imenovanimi plemeni Radžput iz Radžastana in Gudžarata. Nekatera radžputska plemena, in sicer Džokhio, Satlari, so se med dinastijo Sama izselila iz Kuša (Gudžarat) in Radžputane proti regijama Sind in Makran. Ta plemena so imela med seboj tesne odnose, vključno z zakonskimi vezmi, tako znotraj svoje skupine kot tudi s plemenom Baloč Kalmati. Njegova hipoteza je predlagala plemenski radžputski izvor v uporabi ne le monolitnih plošč in podstavkov v stopničastih grobovih, temveč tudi v naivnem okrasju nekaterih grobnic, ki spominja na hišno fasado ali človeški obraz, kot da bi ga narisal otrok. Okrasje grobnic (večinoma z geometrijskimi motivi) se zdi izpeljano iz lesene plastike. Z nekaj izjemami se izogibajo človeškim postavam v skladu z islamskimi prepričanji.
Nadaljnje članke o strukturnem razvoju kamnitih grobov je napisal Kaleem Lašari. Kasneje je Lašari izpostavil pokopališči Bhavani Serai in Tutai Čaukandi ter pozval k nujnemu ohranjanju.